# Kerobokan (Sawan)
Kerobokan is een bestuurslaag in het regentschap Buleleng van de provincie Bali, Indonesië. Kerobokan telt 2752 inwoners (volkstelling 2010).